# Grupo Aéreo Naval de Kanoya
El Grupo Aéreo Kanoya (鹿屋海軍航空隊, Kanoya Kaigun Kōkūtai) fue una unidad de guarnición de aeronaves y bases aéreas del Servicio Aéreo de la Armada Imperial Japonesa durante la Segunda guerra sino-japonesa y la campaña del Pacífico de la Segunda Guerra Mundial. El grupo aéreo fue redesignado como 751.º Grupo Aéreo el 1 de octubre de 1942. El 1 de noviembre, la unidad de combate del grupo fue renombrada como 253.º Grupo Aéreo, mientras que la unidad de bombarderos siguió siendo el 751.º Grupo Aéreo.

## Historia
El Grupo Aéreo Kanoya se formó el 1 de abril de 1936 y era el grupo aéreo de bombarderos medios (rikko) más antiguo del Servicio Aéreo de la Armada Imperial Japonesa, junto con el Grupo Aéreo Naval de Kisarazu. Inicialmente operaba desde Kanoya, en Kyūshū, y estaba equipado con bombarderos medios Mitsubishi G3M Tipo 96. Entraron en combate por primera vez durante la segunda guerra sino-japonesa en agosto de 1937. En julio de 1941, el grupo aéreo se trasladó temporalmente a un aeródromo cerca de Hankou, en el centro de China, para participar en la Operación 102, que involucró ataques concentrados contra objetivos en Chongqing y Chengdu en el oeste de China.
Tras el traslado de la unidad desde Hankou a Kanoya en septiembre de 1941, se convirtió en la segunda unidad del Servicio Aéreo (después del Grupo Aéreo Naval de Takao) en estar equipada con los nuevos bombarderos medios Mitsubishi G4M Tipo 1. En noviembre, se trasladaron a Taiwán, sin embargo, poco después, el cuerpo principal de la unidad fue trasladado a Saigón, en la Indochina francesa, dejando un destacamento en Taichung. El destacamento que se quedó en Taiwán participó en el ataque a Filipinas.
Al comienzo de la guerra del Pacífico, el Grupo Aéreo Kanoya fue considerada la unidad de bombarderos medios mejor entrenada en ataques con torpedos. Por lo tanto, su cuerpo principal en Saigón fue seleccionado como la principal unidad de ataque con torpedos para el ataque a la fuerza naval británica Z recién llegada, centrado alrededor del acorazado HMS Prince of Wales y el crucero de batalla HMS Repulse. La formación de ataque de 26 bombarderos G4M fue dirigida por el comandante de la unidad Hikōtaichō, Shichiso Miyauchi, quien voló como observador en el avión líder, pilotado por el teniente del Buntaichō, Miyoshi Nabeta. Cuando llegaron al área frente a la costa sureste de la península de Malaca, donde los barcos se dirigían de regreso a Singapur, los barcos de la Royal Navy ya habían sido atacados por los bombarderos G3M más antiguos del Grupo Aéreo Naval de Mihoro y Grupo Aéreo Naval de Genzan. Un ataque de alto nivel de los bombarderos del Mihoro golpeó al Repulse con una sola bomba de 250 kg que causó daños menores, mientras que los bombarderos del Genzan golpearon al Prince of Wales con dos torpedos que obstaculizaron su capacidad de dirección. El ataque con torpedos del Kanoya luego golpeó al Repulse con cuatro torpedos y acabó con el Prince of Wales con cuatro torpedos adicionales. El ataque hundió ambos acorazados a costa de dos bombarderos del Kanoya.
En enero de 1942, el destacamento se trasladó primero al aeródromo recién capturado en Dávao y luego a Kendari y participó en la invasión de las Indias Orientales Neerlandesas, mientras que el cuerpo principal apoyó la invasión japonesa de Malasia y Singapur. El 19 de febrero, el destacamento participó en el bombardeo de Darwin, donde llegaron al puerto una hora y media después del ataque del portaaviones. En marzo, el cuerpo principal y el destacamento regresaron a Japón, donde se reunieron.
El 12 de septiembre de 1942, el destacamento avanzado de bombarderos medios del Grupo Aéreo Kanoya dirigido por el teniente del Buntaichō Osamu Doki se trasladó a Rabaul, en Nueva Bretaña, para participar en la campaña de Guadalcanal y la campaña de Nueva Guinea. El resto de los bombarderos del grupo al mando del comandante del Hikōtaichō, Kazuo Nishioka, se trasladaron a Kavieng, en Nueva Irlanda, el 16 de septiembre. El mismo día, parte de su unidad de combate dirigida por el teniente del Hikōtaichō Toshitaka Itō se trasladó a Rabaul para un servicio temporal con el Grupo Aéreo Tainan. Los bombarderos del grupo participaron en importantes incursiones en Guadalcanal los días 13 y 28 de septiembre y contra Puerto Moresby el 21 de septiembre. Mientras tanto, sus cazas participaron en una misión de escolta el 28 de septiembre y en una barrida de cazas contra Guadalcanal el 29 de septiembre. El 1 de octubre, la unidad fue renombrada como 751.º Grupo Aéreo. Se realizaron más redadas de cazas contra Guadalcanal los días 3 y 9 de octubre y una escolta el 23 de octubre, mientras que los bombarderos participaron en importantes redadas los días 11, 13 y 14 de octubre. El 1 de noviembre, la unidad de combate del grupo fue renombrada como 253.º Grupo Aéreo, mientras que la unidad de bombarderos siguió siendo el 751.º Grupo Aéreo.
El 30 de enero, los bombarderos del 751.º Grupo Aéreo participaron en la batalla de la isla Rennell, donde fueron dirigidos por el comandante Kazuo Nishioka y torpedearon el crucero Chicago. En abril de 1943, la unidad participó en la Operación I-Gō. A mediados de 1943, la alta tasa de desgaste obligó a la unidad a reducir el número de tripulantes por bombardero de siete a cinco, lo que normalmente significaba que no había copiloto. Los combatientes del 253.º Grupo Aéreo presenciaron intensos combates durante la defensa de Rabaul a fines de 1943 y principios de 1944. Después de que la fuerza de portaaviones de los EE. UU. asaltara el lago Chuuk en febrero de 1944, todas las unidades aéreas se retiraron del área de Rabaul, incluido el 751.º Grupo Aéreo.

## Personal asignado

### Oficiales al mando
- Según los Boletines de Asignación Naval de la Secretaría de la Armada.

#### Primera generación
- Capitán Shizue Ishii; 1 de abril de 1936 - 15 de noviembre de 1937
- Capitán Munetaka Sakamaki; 15 de noviembre de 1937 - 15 de diciembre de 1938
- Capitán Sueo Obayashi; 15 de diciembre de 1938 - 15 de octubre de 1940
- Capitán Naoshiro Fujiyoshi; 15 de octubre de 1940 - 1 de abril de 1942
- Capitán Katsuji Kondo; 1 de abril de 1942 - 27 de septiembre de 1942
- Capitán Toshihiko Odawara; 27 de septiembre de 1942 - 1 de octubre de 1942 como oficial del 751.° Grupo Aeronaval - 29 de marzo de 1943
- teniente comandante Naohiro Sata; 29 de marzo de 1943 - ascendido a Capitán el 1 de mayo de 1944 - 15 de junio de 1944
- Capitán Ryozo Otani; 15 de junio de 1944 - 10 de julio de 1944, disuelto.

#### Segunda Generación
- Capitán Fujino Hiroshi; 1 de octubre de 1942 - 1 de noviembre de 1942
- Capitán Takatsugu Kan'ichi; 1 de noviembre de 1942 - 1 de enero de 1943
- Capitán Moritama Hiroshi; 1 de enero de 1943 - 15 de junio de 1944
- Capitán Sato Rokuro; 15 de junio de 1944 - 10 de julio de 1944, Grupo Aéreo Naval Toyohashi reformado.

### Suboficiales
- Vacante del 1 de octubre de 1942 al 1 de noviembre de 1942; a partir del 1 de noviembre de 1942, el cargo lo ocupó conjuntamente el Comandante.

### Oficiales de mantenimiento
- Teniente Saeki Tadao (Reserva);1 de octubre de 1942 - 15 de marzo de 1943 (los oficiales de ingeniería se convirtieron en oficiales de línea el 1 de noviembre de 1942).
- Teniente Sakamoto Yoshiteru (Reserva);15 de marzo de 1943 - 10 de octubre de 1943
- Teniente Oda Shichiro;10 de octubre de 1943 - 1 de diciembre de 1943 (Puesto de oficial de mantenimiento abolido).

### Personal médico
- Miyahara Kunio; 1 de octubre de 1942 - 1 de noviembre de 1943
- Kawaida Ken; 1 de noviembre de 1943 - 1 de enero de 1944
- Teniente Kotake Sueo; 1 de enero de 1944 - 10 de julio de 1944

### Logística
- Teniente Mitsui Ichiro; 1 de octubre de 1942 - 15 de mayo de 1943
- Teniente Kitawaki Nobuo; 15 de mayo de 1943 - 10 de julio de 1944

### Oficiales de comunicaciones
- Teniente Hiromichi Fujiwara; 1 de octubre de 1942 - 5 de junio de 1944
- Teniente Yoshinobu Tsuji; (5 de septiembre) - 5 de junio de 1944 - 10 de julio de 1944

### Oficiales de vuelo
- Kusumoto Ikuto; 1 de octubre de 1942 - 1 de noviembre de 1942
- Susumu Kawaguchi; 1 de noviembre de 1942 - 12 de diciembre de 1942
- Sugiyama Toshikazu; 12 de diciembre de 1942 - 5 de noviembre de 1943
- Teniente Asano Takeshi; 5 de noviembre de 1943 - 1 de abril de 1944
- VACANTE; 1 de abril de 1944 - 20 de abril de 1944
- Teniente Katsumi Goro; 20 de abril de 1944 - 10 de julio de 1944 (comandante ascendido el 1 de mayo de 1944)